# Aconit tue-loup
Aconitum lycoctonum subsp. vulparia
Pour les articles homonymes, voir Aconit tue-loup (homonymie).
Espèce
Classification phylogénétique
Statut de conservation UICN

 LC  : Préoccupation mineure
L'aconit tue-loup (Aconitum lycoctonum subsp. vulparia) est une sous-espèce de plantes à fleurs du genre Aconitum et de la famille des Renonculacées. C'est une plante herbacée montagnarde très toxique.
C'est une sous-espèce de l'espèce Aconitum lycoctonum.

## Synonyme
- Aconitum vulparia Rchb.

## Description
Cette grande plante vivace glabre à feuilles palmées très découpées, fleurit en été jusqu'à 2 400 mètres d'altitude, dans les lieux rocheux, les prairies ou à l'orée des bois. On rencontre fréquemment l'aconit tue-loup auprès de l'aconit napel, dont il se différencie par sa taille plus élevée et ses longues grappes de fleurs jaune pâle, dont le casque est plus étroit et plus allongé que chez Aconitum napellus subsp. napellus. Lorsque les fleurs vieillissent, le casque a tendance à se fendre horizontalement à son sommet. Comme tous les aconits, la plante contient plusieurs alcaloïdes dont l'aconitine, poison mortel pour l'homme.

### Caractéristiques
- Organes reproducteurs :
  - Type d'inflorescence : racème de racèmes
  - Répartition des sexes :  hermaphrodite
  - Type de pollinisation :  entomogame
  - Période de floraison :  juin à août
- Graine :
  - Type de fruit :  follicule
  - Mode de dissémination :  épizoochore
- Habitat et répartition :
  - Habitat type : mégaphorbiaies subalpines
  - Aire de répartition : eurasiatique

Données d'après : Julve, Ph., 1998 ff. - Baseflor. Index botanique, écologique et chorologique de la flore de France. Version : 23 avril 2004. 

### Toxicité
C'est une plante connue pour l'activité neurotoxique de ses alcaloïdes, comme les autres espèces du genre Aconitum. On l'a utilisée depuis l'Antiquité pour empoisonner les flèches ou pour éliminer les animaux sauvages dont on voulait se protéger (chacals, tigres, renards, loups… d'où le nom vernaculaire donné à cette plante) avec des appâts (en mêlant de la racine d'aconit à de la viande avariée, en imprégnant des viandes de leur suc, en éventrant des proies mortes et en les fourrant avec cet Aconit).

## Galerie

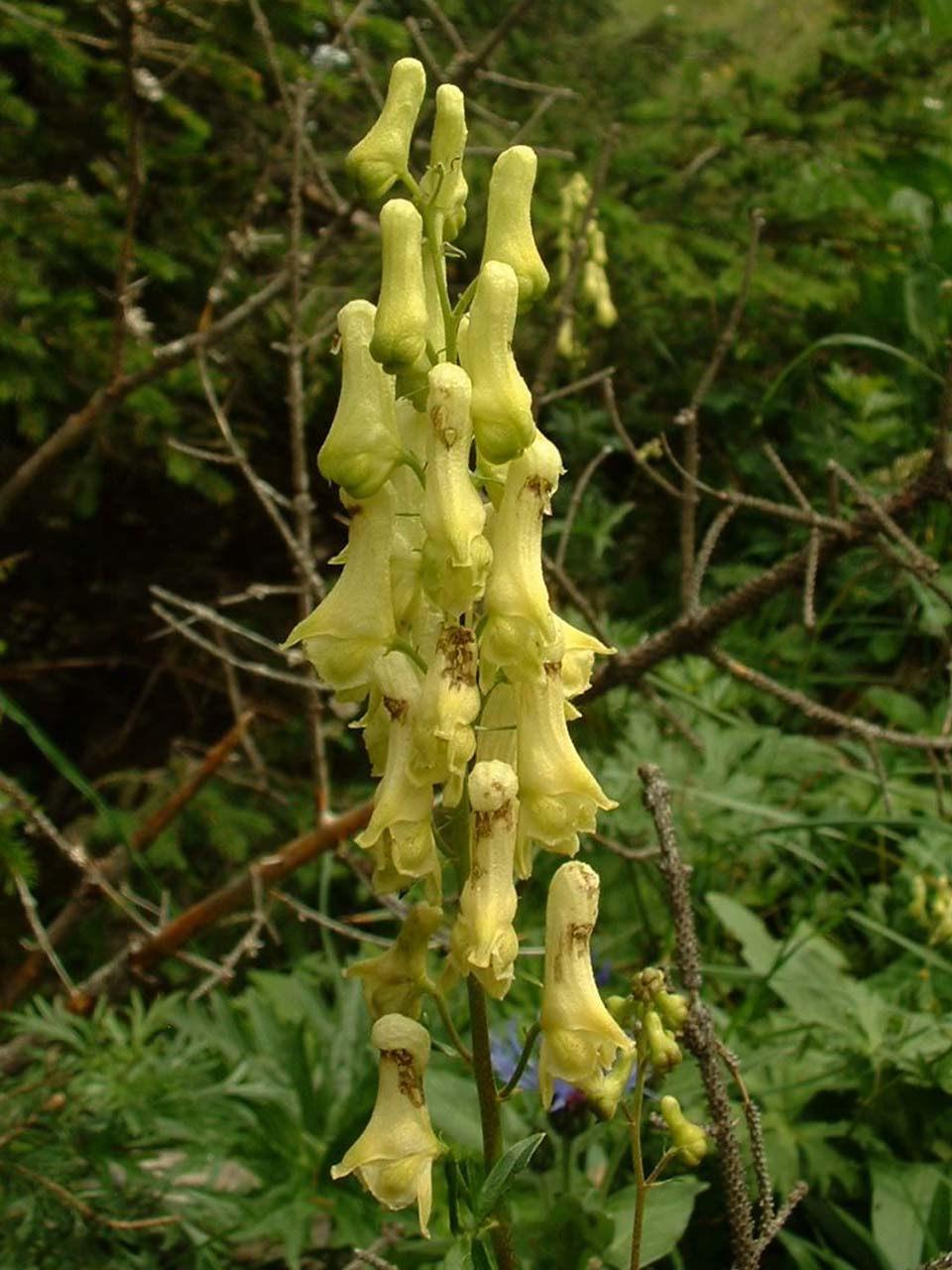
Aconitum lycoctonum subsp. vulparia.
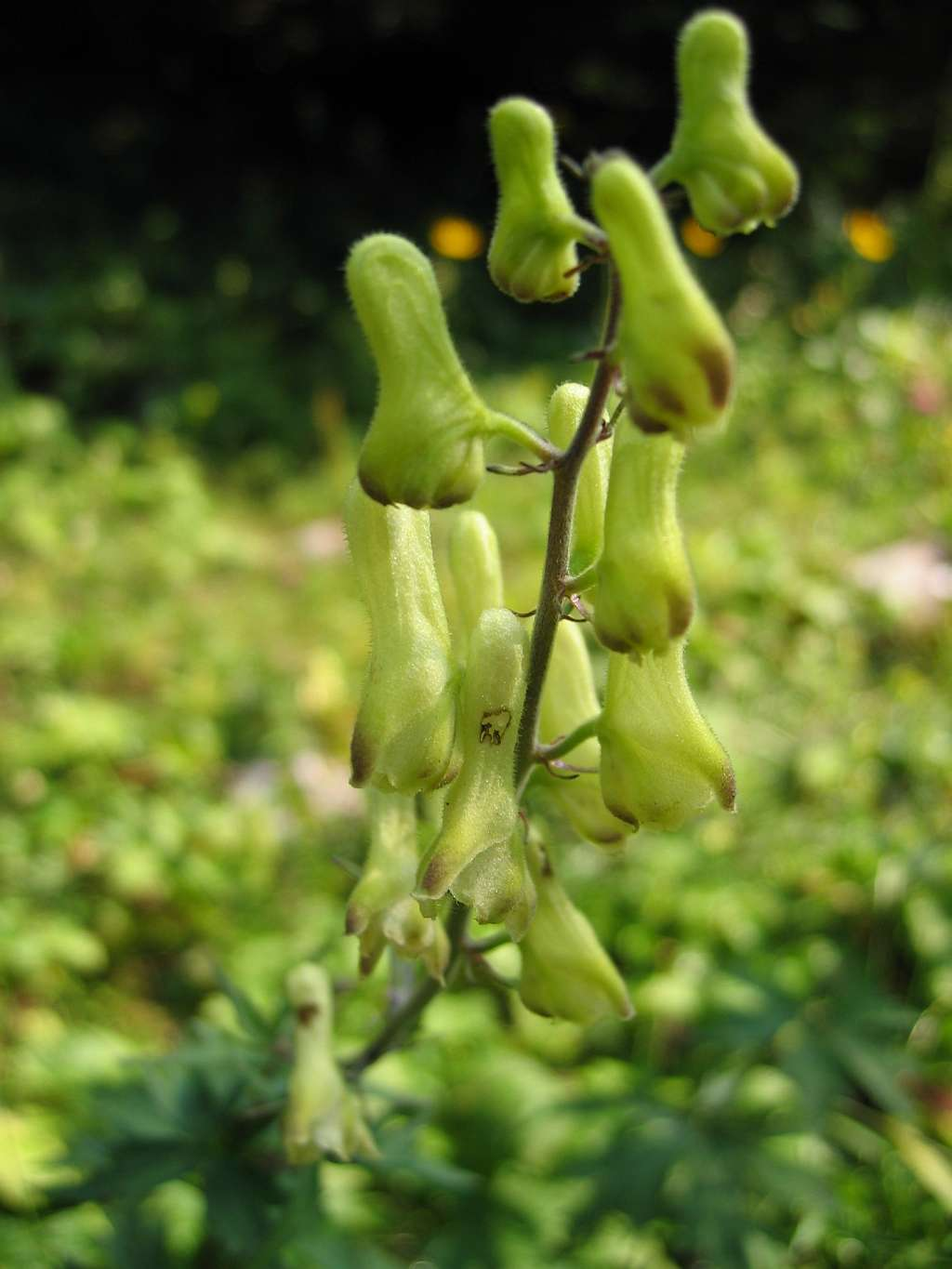
Aconitum lycoctonum subsp. vulparia.
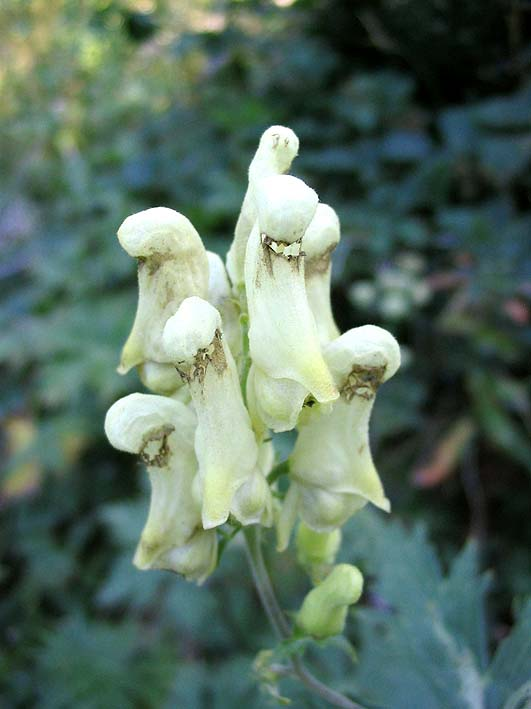
Aconitum lycoctonum subsp. vulparia.
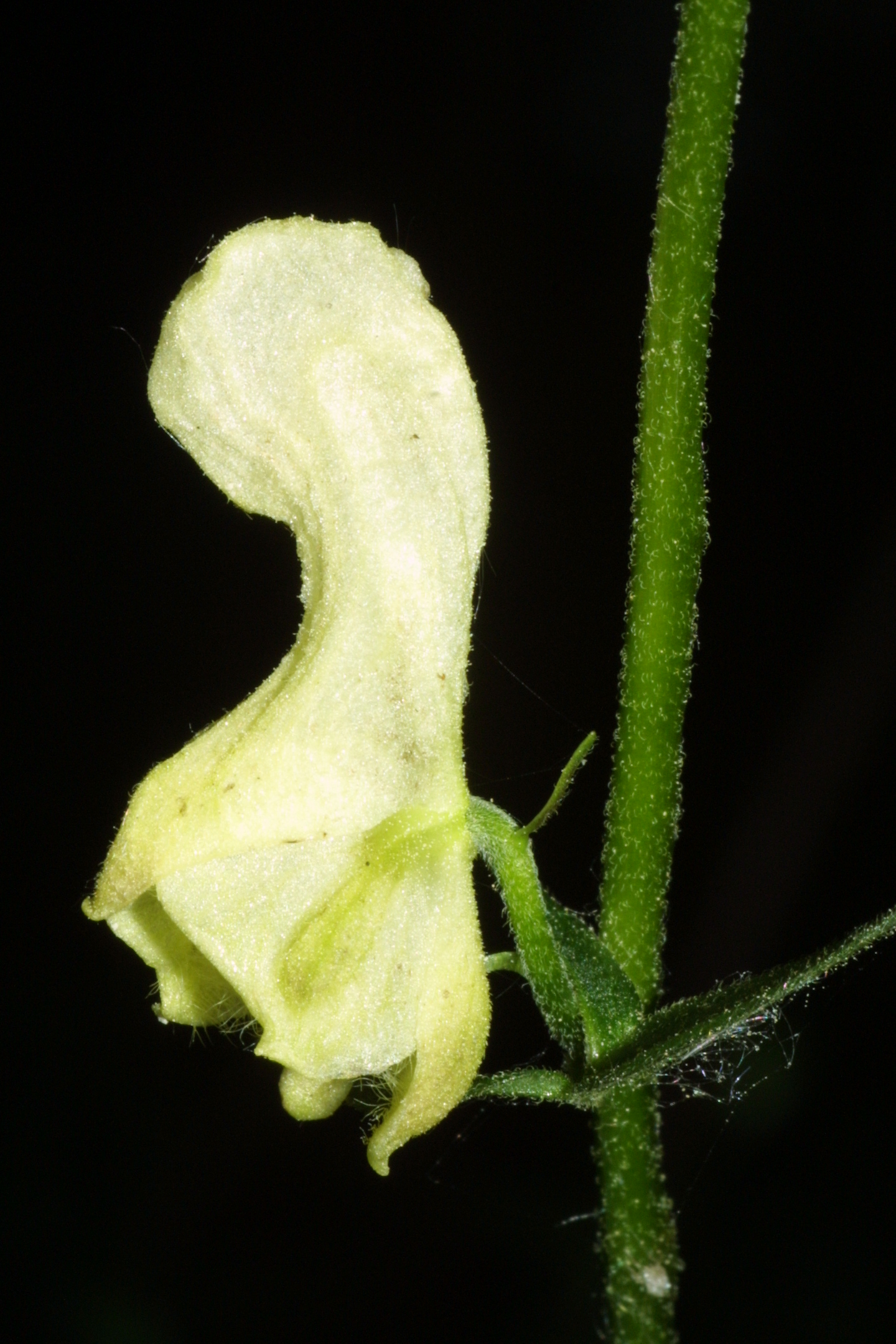
Aconitum lycoctonum subsp. vulparia.
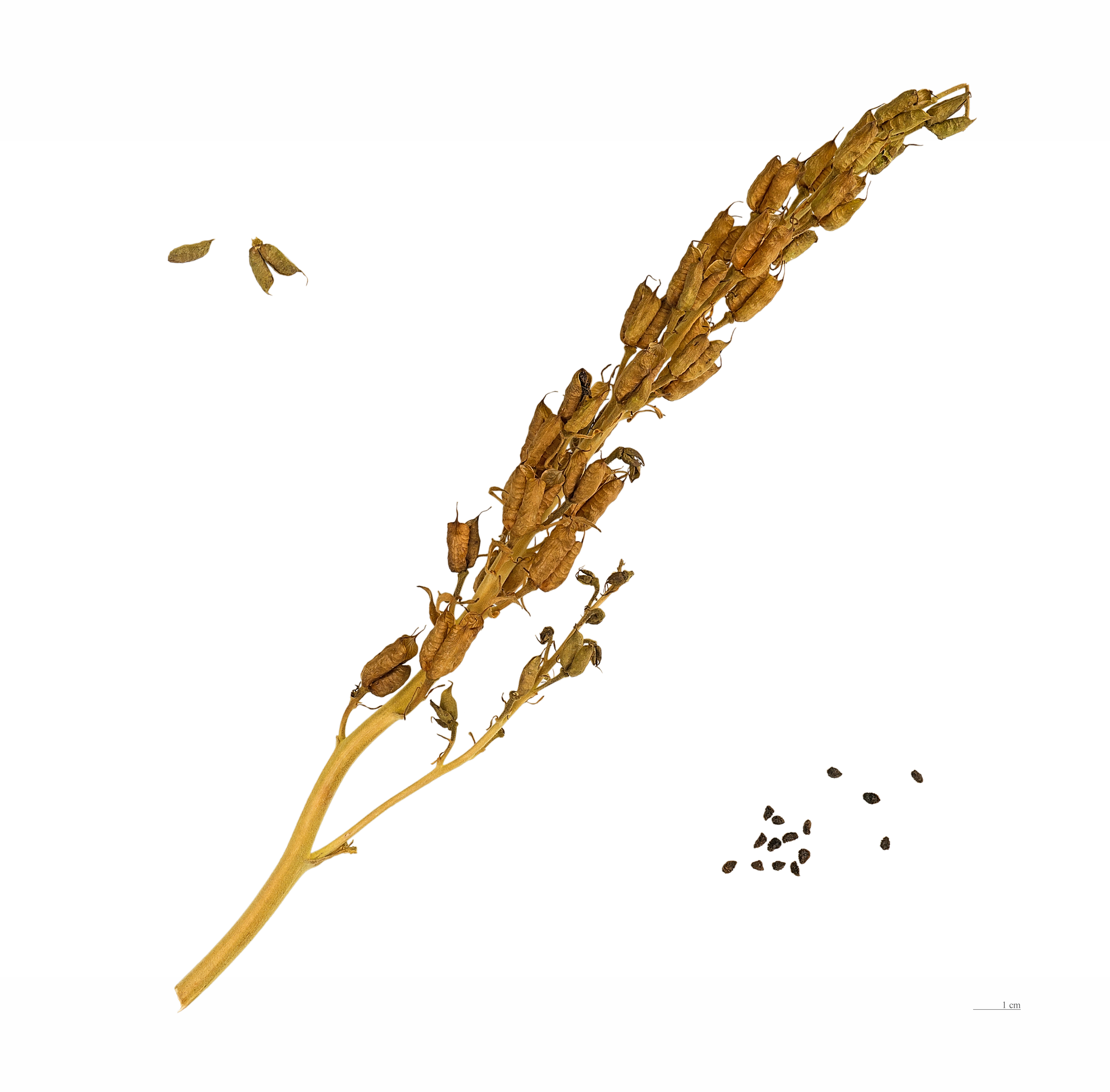
Follicules et graines - Muséum de Toulouse.